# 슬로바키아의 총리
슬로바키아 공화국 정부수반(슬로바키아어: Predseda vlády Slovenskej republiky), 또는 슬로바키아의 총리(슬로바키아어: Premiér)는 슬로바키아 공화국의 정부수반이다. 문서상으로, 슬로바키아에서 정부수반은 대통령과 슬로바키아 공화국 국민의회의 의장에 이어 세 번째로 높은 헌법 관직이며, 슬로바키아의 대표적인 정치인이다.
1969년, 슬로바키아에 정부수반이 만들어진 이후, 현재까지 13명이 이 직위를 맡았고, 분리독립한 1993년 이후로는 8명이 직위를 맡았다.

## 역사
1918년부터 내려오던 슬로바키아 지역을 관할하는 직위를 이어서 1969년, 체코슬로바키아 연방 헌법에 의해 슬로바키아의 총리가 만들어졌다. 1993년 슬로바키아가 분리독립한 이후, 8명이 슬로바키아의 총리를 맡았다.

## 권한과 역할
슬로바키아는 의원내각제이기 때문에, 총리는 국회에 대해 책임을 져야 한다. 또한, 슬로바키아의 헌법은 총리가 의회의 신임을 얻어야 한다고 규정하고 있으며, 의회가 총리를 신임하지 않는 즉시, 대통령은 총리를 해임하고 새 총리를 임명하거나 권한이 제한된 직위를 맡겨야 한다.

## 슬로바키아 지명 총리
슬로바키아 지명 총리(슬로바키아어: designovaný predseda vlády)는 대통령이 새 정부를 구성할 때, 퇴임한 총리의 직위를 이어받는 비공식적인 직위이다. 대통령은 정부를 새로 꾸릴 때, 총리를 바꿀 수 있는 권한이 있는데, 보통 대통령은 국회에서 과반수의 지지를 받는 사람에게 총리 직위를 위임한다.